# Oméga fermé culbuté
Cette page contient des caractères spéciaux ou non latins. S’ils s’affichent mal (▯, ?, etc.), consultez la page d’aide Unicode.
L’oméga fermé culbuté, est une lettre additionnelle de l’alphabet latin qui est utilisée dans certaines variantes de l’alphabet phonotypique ou dans certains systèmes de transcription phonétique dont celui de Jan Baudoin de Courtenay. Elle a la forme culbutée de l’oméga fermé ou d’un o avec encoche. 

## Utilisation

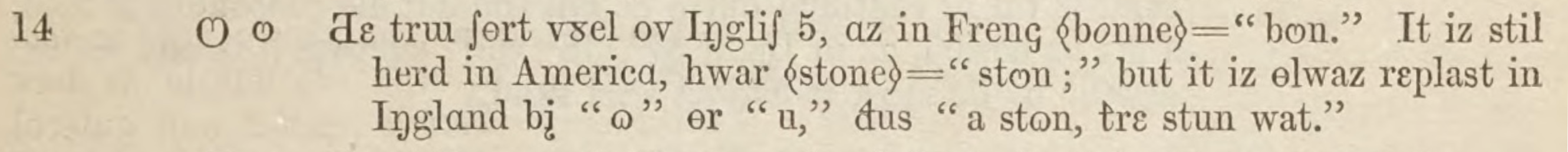
Description de la lettre oméga fermé culbuté par Ellis en 1848, en anglais écrit avec l’alphabet phonotypique.

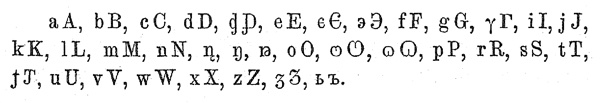
Lettres de base de l’alphabet phonétique de Courtenay en 1904.

L’oméga fermé culbuté est utilisé comme lettre pour l’anglais dans la version de janvier 1846 de l’alphabet phonotypique d’Isaac Pitman et Alexander John Ellis, et comme lettre pour les autres langues dans la version de janvier 1848,. Ellis l’utilise notamment dans un article décrivant la prononciation du scots en septembre 1848.
La lettre est aussi utilisée dans l’alphabet phonétique d’Edwin Leigh de 1866,, qui a été utilisé dans les écoles de Saint-Louis des années 1860 aux années 1880.
Dans certains des certains ouvrages sur les dialectes de langues slaves du sud, Jan Baudoin de Courtenay utilise l’oméga fermé culbuté ‹ ɷ › ainsi que l’oméga fermé ‹ ɷ ›  comme symboles phonétiques pour representer respectivement une voyelle entre o et u, c’est-à dire une voyelle mi-fermée postérieure arrondie [o], et une voyelle entre a et o, c’est-à dire une voyelle mi-ouverte postérieure arrondie [ɔ],.
L’oméga fermé culbuté est utilisé comme symbole additionnel de l’alphabet dialectal suédois par Olof Gjerdman (sv) dans une étude des dialectes du Södermanland pour représenter une voyelle entre ɷ et ⱺ,.

## Représentations informatiques
Le oméga fermé culbuté n’est pas inclus dans un codage informatique standard.